# Marjorie Garber
Marjorie Garber   (11 de juny de 1944) és una professora estatunidenca de la Universitat Harvard i autora d'una gran varietat de llibres, sobretot sobre William Shakespeare i aspectes de la cultura popular, inclosa la sexualitat.

## Biografia
Va estudiar a Swarthmore College (B.A., 1966; L.H.D., 2004 [honorària]) i a la Universitat Yale (1969), escrivint el seu doctorat sobre somnis a les obres de Shakespeare.
Descrita pel cap del departament acadèmic en el qual ensenya a la Universitat Harvard com «una de les comentaristes culturals més incisives i enginyoses d'avui», Marjorie Garber ha publicat nombrosos llibres que han rebut l'atenció de la premsa en anglès, inclosa la del The New York Times que fins i tot li va oferir les seves columnes. No obstant això, no està exempta de crítiques.
Ha escrit uns quants articles per a la London Review of Books, uns quants articles.
Participant en el debat públic sobre literatura com la bisexualitat i la teoria bisexual, ha publicat nombrosos llibres sobre una varietat de temes.
Va escriure Vested Interests: Cross-Dressing and Cultural Anxiety, un treball teòric innovador sobre la contribució del travestisme a la cultura. Altres obres inclouen Sex and Real Estate: Why We Love Houses, Academic Instincts, Viceversa: Bisexuality and the Eroticism of Everyday Life, Shakespeare After All i Dog Love.
El seu llibre Shakespeare After All (Pantheon, 2004) va ser escollit com un dels deu millors llibres de no ficció de l'any per Newsweek i va rebre el premi «Christian Gauss Book Award» 2005 de Phi Beta Kappa (ΦΒΚ).